# 27955 Yasumasa
27955 Yasumasa è un asteroide della fascia principale. Scoperto nel 1997, presenta un'orbita caratterizzata da un semiasse maggiore pari a 2,3990028 UA e da un'eccentricità di 0,2103206, inclinata di 6,87542° rispetto all'eclittica.